# Майтон, Джон
Джон Майтон (англ. John Mighton; род. 6 октября 1957 года, Гамильтон, Онтарио) — канадский писатель, драматург, сценарист, математик, педагог, предприниматель и менеджер; создатель и бессменный руководитель JUMP Math (Junior Undiscovered Math Prodigies) — программы и организации обучающей детей, испытывающих трудности в математике; работает также в Институте Филдса (англ. Fields Institute).

## Биография
Родился 6 октября 1957 года в Гамильтоне (Онтарио, Канада).

### Образование и драматургия
В одиннадцатилетнем возрасте прочёл две книги, которые зародили в нём мечту стать математиком.
Эта наука показалась ему волшебной, красивой и лёгкой для понимания.
Однако в 8 классе учитель критически отнёсся к желанию мальчика, сказав, что тот недостаточно талантлив для успеха в математике, чему свидетельствовали низкие оценки по предмету, и Джон решил навсегда забыть о своей мечте.
В 1978 году получил степень бакалавра в Университете Торонто, а следом магистра философии в Университете Макмастера.
Первой областью интересов стала философия, читал лекции по философии в Университете Макмастера.
На писательскую деятельность его вдохновило чтение произведений Сильвии Плат.
Им были созданы пьесы Possible Worlds, The Little Years, Body & Soul, Scientific Americans, A Short History of Night, Half Life и другие произведения.
В 1997 году снялся в небольшой роли в фильме «Умница Уилл Хантинг», вошедшем в список 250 лучших фильмов по версии IMDB.
Заявив о себе как заметном драматурге и получив несколько профильных наград, вернулся в Университет Торонто, где в 2000 году защитил докторскую диссертацию по математике.
В 2001 году Майтон написал сценарий к фильму Possible Worlds по своей пьесе.

### JUMP Math
В 1998 году Джон Майтон запустил изобретённую им программу обучения математике, которую первоначально развивал самостоятельно в собственном доме.
Первые наглядные материалы для проекта создавала его дочь Хлоя (англ. Chloe).
В 1999 году программа получила название Junior Undiscovered Math Prodigies.
В проект были приглашены друзья Майтона, и они проводили четырёхнедельные экспериментальные курсы для нескольких групп учеников.
Полученные после тестирования результаты вдохновили Майтона на создание общенациональной программы.
В 2002 году в Канаде им же была зарегистрирована благотворительная организация и оформилось название JUMP Math.
К 2011 году организация получила аналогичный статус в США и Великобритании.
Развивая свою идею наличия способностей к математике у каждого ребёнка и потенциальному умению любого учителя её преподавать, написал несколько книг, в частности, «Миф возможности: Воспитание математических талантов в каждом ребёнке» (англ. The Myth of Ability: Nurturing Mathematical Talent in Every Child; 2003) и «Конец невежеству: Приумножая наш человеческий потенциал» (англ. The End of Ignorance: Multiplying Our Human Potential; 2007).

## Личная жизнь
Проживает с женой Памелой Синхой (англ. Pamela Sinha) и дочерью Хлоей (англ. Chloe) в Торонто (Канада).

## Награды и премии
Получил целый ряд наград и премий за свой вклад как в драматургию, театр, так и в математику, педагогику и социальное предпринимательство.
В 1988 (за Scientific Americans) и 1989 (за A Short History of Night) годах получал Премию имени Доры Мейвор Мур (англ. Dora Mavor Moore Award).
В 1992 году удостоен Премии генерал-губернатора за пьесы Possible Worlds и A Short History of Night.
В 2005 году он получил вторую Премию генерал-губернатора за драму Half Life.
В том же 1992 году получил премию Чалмерса (англ. Floyd S. Chalmers Canadian Play Award) в размере 25 тыс. долларов США за A Short History of Night.
Получил грант NSERC на постдокторантуру для исследований в теории узлов.
В 2004 году работа Майтона в области социального предпринимательства с проектом JUMP Math была отмечена Фондом Ашока
В 2005 году получил Театральную премию Симиновичей (англ. Elinore & Lou Siminovitch Prize in Theatre) в размере 100 тыс. долларов США.
30 июня 2010 года принят в офицеры Ордена Канады.
В 2015 году Фонд Шваба назвал Джона Майтона социальным предпринимателем года.